# Office universitaire de presse
L'Office universitaire de presse (plus connu sous l'acronyme OFUP) est une société, créée en 1972, vendant des abonnements à des magazines. Jusqu'en 2009, la vente se faisait essentiellement dans les locaux d'établissements d'enseignement. L'OFUP est depuis 2008 une filiale de ADLPartner. 

## Histoire

### Création
En juillet 1972, Jacques Stril et Alain Stoll, anciens membres du réseau de vente de l'hebdomadaire L'Express, fondé par Jean-Quentin Gérard futur Laroche Valmont, créent l'ESM (European Student Marketing), une force de vente[pas clair] étudiante qui commercialise des abonnements de presse dans les universités. Lors de la campagne 1972-1973, 22 000 personnes s'abonnent via les vendeurs de l'ESM. Le catalogue compte alors 5 titres.
Le 24 mars 1975, l'ESM devient l'OFUP (Office universitaire de presse). En septembre 1978, Thierry Prud'homme prend la tête du réseau de vente.

### Expansion
Au début des années 1980, les lycées commencent à autoriser la présence des stands OFUP. Cette prospection, auprès de clients mineurs, est exceptionnelle : à part l'OFUP, aucune société commerciale n'est admise au sein d'établissements d'enseignement secondaire[réf. souhaitée]. Au début des années 1990, l'OFUP vend plus de 400 000 abonnements chaque année[réf. nécessaire] (pour un chiffre d'affaires de 20 millions d'euros[réf. nécessaire]). Les ventes directes sur le terrain (110 000 abonnements sur les facultés/grandes écoles + 90 000 sur les lycées[réf. nécessaire]) sont complétées par la vente par correspondance (200 000 abonnements dont un quart réalisé grâce au partenariat avec la CAMIF[réf. nécessaire]).
En 2000, l'OFUP est revendue à Firstream pour 35 millions d’euros.

### Déclin
À partir de 2004, la nouvelle stratégie commerciale entraîne l'effondrement de l'activité presse. Dans le même temps, les campagnes de promotion des produits hors-presse sont un échec[réf. souhaitée]. Pour combler une partie du déficit, le siège nantais est revendu par Firstream (3,5 millions d'euros). 
À partir de 2005, des organisations étudiantes contestent les pratiques de l'OFUP. Certains établissements excluent l'OFUP de leurs locaux, dont l'université de Nantes, de Dijon et les trois universités de Montpellier).
En 2006, la CAMIF dénonce son partenariat avec l'OFUP. Firstream vend l'OFUP au groupe lyonnais Cartaix. L'OFUP perd 80 % de son chiffre d'affaires.
En 2008, Cartaix cède l'OFUP au groupe ADLPartner, évitant ainsi la faillite de l'OFUP. Malgré ce changement d'actionnaire, l'activité reste très déficitaire (perte de 2,3 millions d'euros pour l'exercice 2008[réf. nécessaire]).
En 2009, l'OFUP annonce un changement de contrat pour ses démarcheurs avec la création d'environ 1 000 CDD étudiants encadrés par une centaine de responsables de sites et sept responsables de zones académiques recrutés en CDI.
Le 15 décembre 2009 ADLPartner décide d'arrêter les activités de vente directe de l'OFUP en France et Angleterre et réorganise l'OFUP via le rachat de la marque de sa filiale par compensation de dettes pour un montant de 1,5 million d'euros. Il décide ainsi d'arrêter les activités de vente directe de l'OFUP dans les universités aux étudiants par le biais de son réseau de vendeurs terrain, et de se réorienter vers les ventes sur Internet.

## Fonctionnement
L'OFUP fonctionnait principalement par démarchage au sein des lycées et des universités. La société employait chaque année des centaines d'étudiants à cette fin, à qui elle offrait une formation de base, et qui étaient rémunérés exclusivement par des commissions sur les abonnements vendus. Ils étaient liés à la société par un contrat de mandat qui n'était donc pas un contrat de travail.
En 2009, le mode de recrutement a changé et l'OFUP a proposé des CDD aux étudiants recrutés. 
La société négocie avec les éditeurs un tarif préférentiel pour les étudiants. Ce tarif n'est en principe valable que pour les étudiants, lycéens et enseignants dans le cadre d'un premier abonnement. La relance d'abonnement se fera directement par l'éditeur et non par l'OFUP.
En 2009, l'OFUP a par ailleurs signé une convention de partenariat avec l'AFEV.
L'OFUP était partenaire des Rencontres universités entreprises du mois de juin 2009.